# Cacibupteryx
Cacibupteryx es un género extinto de pterosaurio "ranforrincoide" ranforrínquido que vivió en la época del Oxfordiense, en el Jurásico Superior, siendo descubierto en la formación Jagua de Pinar del Río, Cuba. 
El género fue nombrado en 2004 por Zulma Gasparini, Marta Fernández y Marcelo de la Fuente. La especie tipo es Cacibupteryx caribensis. El nombre del género se deriva del término cacibu, que significa "señor del cielo" en el idioma taíno y el griego pteryx, "ala". El nombre de la especie se refiere al mar Caribe.
El género está basado en el holotipo IGO-V 208, un cráneo parcial en buen estado de preservación — aunque carece de la punta del hocico, dientes, y la mandíbula inferior — y un ala izquierda fragmentaria: el extremo distal del cúbito, fragmentos del radio, y la primera y cuarta falanges del dedo alar. El cráneo parcial mide diecisiete centímetros de largo, está preservado en tres dimensiones, y tiene un amplio techo craneal. Los descriptores no dieron una estimación de la envergadura y la longitud, pero sí indicaron que era un animal relativamente grande.
Los descriptores asignaron a Cacibupteryx a la familia Rhamphorhynchidae. Aunque sus materiales se superponen con el de su contemporáneo Nesodactylus de la misma localidad, los dos son claramente diferentes como lo prueban los detalles del codo y el cuadrado. Cacibupteryx es uno de los pterosaurios más completos del Oxfordiano, y demuestra una adicional diversidad de pterosaurios de esa época. Revisiones recientes apoyan la asignación del género como un "ranforrincoide" (es decir, un pterosaurio basal), y el investigador David Unwin sugiere que era un miembro de los Scaphognathinae, una subfamilia de ranforrínquidos caracterizados por sus mandíbulas más robustas.